# Sun Scarred
Sun Scarred (en japónes: 太陽の傷, Taiyô no kizu?) también conocida como Scars of the Sun, es una película japonesa de 2006 dirigida por Takashi Miike y un drama social  que posiblemente sea su obra más personal, más madura y menos reconocida, un verdadero estudio de una sociedad en decadencia y sobre el significado de la violencia, ya que narra la historia de cómo un padre de familia llega a perderlo todo en un instante.

## Argumento
Después de un duro día de trabajo en la oficina, el señor Katayama, Mientras se dirige a su casa para celebrar su cumpleaños con su esposa y su hija pequeña, se topa con un grupo de adolescentes que golpean a un vagabundo. A esto le siguen unos segundos de duda, pero decide no quedarse de brazos cruzados e interviene para ayudar al extraño. Katayama es agredido y atacado con una navaja, pero sorprendentemente, consigue salir victorioso, sin embargo, termina dándole una buena paliza a Komiki, el líder de la pandilla y al final es el propio Katayama, quien termina metiéndose en problemas con la policía.
 
Esta decisión de Katayama, cambiará su vida por completo, creando una especie de Efecto Mariposa que le llevará a una demencial cadena de acontecimientos, ya que el obsesivo líder de la banda acabará vengándose de Katayama, secuestrando y asesinando a su hija.
 
Komiki es capturado por la policía y enviado a una prisión juvenil. Pero su batalla por la justicia es una batalla que no puede ganar, ya que Komiki solo tiene 15 años y está firmemente protegido por la ley del menor.

Los medios de comunicación también se ponen en su contra, y su mujer atormentada por todo lo que está pasando y dado que su hija estaba con ella cuando fue secuestrada, es consumida por la culpa y termina suicidándose. Katayama realmente toca fondo.

Varios años más tarde Komiki sale de prisión y Katayama comienza a buscarlo para obtener respuestas y tal vez venganza.

## Reparto
| Actor             | Papel                |
| ----------------- | -------------------- |
| Show Aikawa       | Toshiki Katayama     |
| Aiko Satô         | Mayumi Takizawa      |
| Ken'ichi Endô     | Empleado de farmacia |
| Sei Hiraizumi     | Taro Fukushima       |
| Hiroshi Katsuno   | Kunio Taguchi        |
| Tôru Kazama       | Yohei Uchimura       |
| Yutaka Matsushige | Katsuya Ozaki        |
| Yasukaze Motomiya | Makoto Nitta         |
| Chikage Natsuyama | Rain                 |
| Kôichirô Takami   | Togashi              |
| Shin Takuma       | Koichiro Akazu       |
| Miho Yoshioka     | Kaori Katayama       |
| Satoshi Morimoto  | Akira Kamiki         |
| Satoshi Tomiura   | Ryo                  |
| Miho Ninagawa     | Yoko Katayama        |
| Mao Sasaki        | Ayano Katayama       |
| Shigemitsu Ogi    | Osamu Sawada         |

## Otros créditos
- Productor ejecutivo: Yasuko Natsuyama.
- Supervisor de producción: Shizuka Natsuyama.
- Productores: Kôzô Tadokoro y Shoichiro Natsuyama.
- Planificación: Yoshihisa Natsuyama.
- Cooperación en planificación: Tsuneo Seto.
- Iluminación: Fumihiko Tamura.
- Efectos de sonido: Kenji Shibasaki.
- Diseñador de producción (arte): Akira Sakamoto.
- Gerente de producción: Susumu Ejima.
- Asistentes de dirección: Bunmei Katô (Fumiaki Kato) y Yūichi Kanemaru.
- Supervisor de efectos especiales: Kaori Ohtagaki.

## Lanzamiento
Sun Scarred fue estrenada en los cines de Japón el 16 de septiembre de 2006. Fue lanzada en DVD por Toei Company en Japón, y tuvo una edición publicada por Panorama DVD con subtítulos en inglés.Ambas versiones contienen como extra, el tráiler de cine y un making of. 

## Análisis y controversia
Película de venganza que analiza con frío realismo las contradicciones de una sociedad japonesa incapaz de abordar seriamente el problema de la violencia generalizada por parte de menores, que puede producir cualquier país desarrollado regido por leyes. Adoptando un estilo más convencional y controlado que sus estándares, Takashi Miike pone en escena una metrópolis donde reinan la indiferencia y la hostilidad, y lleva al espectador a identificarse con un hombre al que fuerzas externas que entran en su vida, ponen su mundo patas arriba, con una justicia imposible de alcanzar y obligado a tomar decisiones radicales, dejando como única opción: la venganza.

Los protagonistas de la reflexión del director son, la inestabilidad de los más jóvenes, la ausencia de valores, la impotencia de la justicia y el cinismo de los medios de comunicación, todo visto sin posibilidad de redención.

Un verdadero retrato de la oscuridad de la naturaleza humana, una reflexión sobre cómo la violencia sólo genera más violencia que puede venir de cualquier parte, y destruirte por dentro y por fuera, una vez que entras en ella, no hay vuelta atrás. Toda una crítica a la sociedad actual, y al negocio de los medios de comunicación, en particular al hábito de los presentadores de noticias de editorializar con sensacionalismo y al mismo tiempo omitir o manipular ciertos hechos que rodean la verdad.

Su objetivo es sacudir sin reparos algunos de los pilares de la democracia japonesa como la libertad de expresión o la legislación sobre menores de edad. Como es habitual, el director presenta la violencia como algo que puede justificarse o, al menos, entenderse, sólo para evitar su inclusión categórica en el saco del mal.

## Recepción
En una reseña para Asian Movie Pulse, Pedro Morata escribió: «Sun Scarred es un verdadero estudio sobre una sociedad en decadencia y sobre el significado de la violencia, ya que narra la historia de cómo un padre de familia llega a perderlo todo en un instante. El guion de Toshimichi Ohkawa está lleno de giros y sorpresas, digno de un thriller destacable, que te mantiene en vilo en todo momento, y la música de Koji Endo también eleva la película a un nivel soberbio
En definitiva, diría que es una de las mejores películas de Takashi Miike, y según el momento, incluso me atrevería a decir que es su mejor película hasta la fecha».
En "Midnight Eye visions of japanese cinema", Joan-Pol Argenter comento: «Sun Scarred es, en definitiva, una película que abre muchas preguntas y controversias y cierra pocas. Se trata de una película que desata una tensión entre extremos, una auténtica tragedia que remite finalmente a la tesis de la irreversibilidad expuesta por Gaspar Noé en su obra más famosa a la par que denostada».
Reseña de Nicholas Rucka para Maboroshii Productions: «Lo fascinante de la película es que el personaje de Aikawa es advertido repetidamente por sus amigos que, por más difícil que sea, debe dejar pasar la situación y seguir adelante con su vida. Por supuesto que no lo hace y la venganza termina consumiéndolo por completo. En este sentido, la película es similar a "Izo" de Miike, que a pesar de todo su gran derramamiento de sangre y violencia es, en última instancia, una película torpe contra la guerra (contra la violencia). "Taiyô no kizu" se puede leer de la misma manera que una película contra la violencia y contra la venganza».